# Николаевский тракт
Николаевский тракт — таёжная дорога в Хабаровском крае, построенная на деньги золотодобытчиков и царской семьи в начале XIX века, соединявшая Благовещенск и Николаевск-на-Амуре. Дорога полностью действовала с начала 1917 года до 1950 года, а затем была заброшена. В настоящее время сохранились её фрагменты на территории Буреинского заповедника и вдоль поймы реки Керби в районе им. П. Осипенко.

## Предыстория
Государственный природный заповедник «Буреинский» примечателен не только своей ни с чем не сравнимой красотой природы и уникальной флорой и фауной. Горные цирки, высокие водопады, высокогорные озера, редкие растения, животные и многообразие рыб, населяющие реки — это поистине является главным богатством заповедника, но мало кто знает, что на его территории расположены исторические места, неразрывно связанные с судьбами людей, первыми исследователями и покорителями Дальнего Востока. Вот об этом я постараюсь рассказать в своей статье.
На страницах книги Василия Бочкарева «Приамгунье близкое и далекое» Архивная копия от 4 марта 2016 на Wayback Machine, можно узнать много интересных фактов, связанных с первопроходцами, исследователями и покорителями Дальнего Востока, таких как: Александр Федорович Миддендорф, Геннадий Иванович Невельской, служивых людей Орлова и Чихачева и многих других.

## С чего все началось.
В книге Василия Бочкарева, приводятся факты и описания происходившие в те далекие времена и ставшие отправной точкой в цепочке событий и столь стремительном освоении Приамурья:
"В конце позапрошлого столетия после завершения основных географических описаний Приамурья началась работа по изучению природных богатств. В 1850 году на одной из рек Сахалинского залива был найден первый золотник, весть об этом быстро распространилась среди предприимчивых людей. Уже в 1857 году пешеходная поисковая экспедиция под руководством Николая Павловича Аносова открыла целый золоторудный район, исследовав реки: Уда, Мая, Бурея, Зея, Селемджа. По итогам золото было найдено на огромной площади от реки Зея до побережья Охотского моря. Огромные запасы были обнаружены на реках Бурея и Керби. До 1865 года право на разведку и добычу золота принадлежало исключительно царю и царской семье, по их велению открывалась и велась добыча золота на новых приисках. С 1865 года царское правительство разрешило частное предпринимательство на Дальнем Востоке, что значительно ускорило разведку и промышленное освоение найденных золотоносных площадей. На смену царедворцам и высшей дворянской знати пришли торговые и промышленные капиталисты. До развития золотодобывающей промышленности на Дальнем Востоке практически не было дорог. Местные жители между стойбищами сообщались, используя реки, охотничьи тропы. Средствами передвижения служили лёгкие лодки – берестяные оморочки и баты, активно использовались олени и собачьи упряжки. Для начала добычи золота надо было иметь пути сообщения, чтобы завезти рабочую силу, лошадей, продукты питания, рабочий инвентарь, строительные материалы. Многие купцы, такие как Батурин, Тетюков активно использовали речной транспорт — мелкосидящие пароходы. Но и они не могли доставить груз прямо к месту, судоходство заканчивалось стойбищем Керби (в настоящее время село им. П. Осипенко). В сезон навигации длинным, окружным путём по Амуру и далее по Амгуни сюда завозили все необходимое. Зимой же грузы шли вьючными тропами, и это также сдерживало размах нарастающей золотодобычи».
Первые дороги в истоках рек Бурея и Керби стали прокладывать только в 1890—1898 годах, но их делали неумело, они быстро выходили из строя. Но это не могло решить все возрастающие потребности золотопромышленников.

## Изыскательские работы «Николаевского тракта».
В 1911 году золотопромышленники начали проводить первые изыскательские работы, целью которых было продолжить колёсную дорогу от амурской магистрали к Кербинским приискам. Новая «колесуха» стоила огромных затрат и изрядно поубавила состояние многих золотопромышленников, удалось построить только маленький участок дороги от села Керби к Кербинским приискам. Собравшись, золотопромышленники оплатили изыскательскую партию, снабдив рабочих всем необходимым.
В трудах «Изыскания Николаевского тракта 1911 года» «колесухе» придавалось огромное стратегическое значение.
«Из всех магистральных колесных дорог, намеченных к постройке в Приамурском крае» — говорится в отчёте изыскания 1911 года — «Важное значение принадлежит Николаевскому тракту, который должен явиться первым путём, по которому непрерывно в течение всего года, будет возможно сообщение между такими крупными торгово-промышленными центрами, как Благовещенск и Николаевск».
Также приводятся интересные факты о колоссальной стоимости перевозки грузов. Например, перевозка одного пуда (около 16 килограмм) груза по реке от Благовещенска в Николаевск стоило 15 копеек, в обратном направлении — уже 20 копеек. А вот билет на пароход: 1 класс стоил почти 70 рублей, 2 класс стоил почти 42 рубля и третий класс стоил почти 10 рублей. Зимой стоимость перевозки одного пуда увеличивалась почти в пять раз, а стоимость проезда оценивалась почти в 200 рублей. Для того времени это целое состояние, при стоимости лошади — 5 рублей. И это не считая того, что пассажир к месту назначения мог не доехать. Путь из Благовещенска в Николаевск занимал более месяца, во время которого пассажира подстерегали «невзгоды»: опасные переправы, метели, дикие звери и различные «неудобства», к которым отнесены «антигигиеничное состояние станций», «отсутствие съестных припасов», «отсутствие ватер-клозетов».
Но всё-таки этот путь был необходим и главная роль Николаевскому тракту отводилась в обслуживании трёх золотопромышленных районов, через которые должна была пройти магистраль. Все возрастающие потребности в оборудовании, людях и грузах толкали золотопромышленников на большие траты, например, только одному Селемджинскому золоторудному району в год требовалось 730 тысяч пудов различных грузов, при добыче золота — 135 пудов. В другие районы и компании доставлять груз также было необходимо, Ниманскому золоторудному району — 560 тысяч пудов при добыче золота — 69 пудов, Амгуньской компании — 200 тысяч пудов при добыче золота 25 пудов. Необходимость строительства «колесухи» объяснялась ещё и тем, что отсутствие дороги значительно удорожало добычу золота и освоение уже открытых золоторудных районов. При этом в «Изысканиях» указано, что в основном из-за отсутствия дороги и возможности доставки золотодобывающих машин (драг) все работы делались вручную, что значительно увеличивало сроки работ и сокращало объёмы добычи, благородного метала.
Изыскания на строительство «колесухи», начались летом 1911 года и продолжились до конца октября. Первые версты изыскательская партия прошла без особого труда, на пароходах, поднявшись от устья реки Амгунь к селению Керби и далее по имеющейся дороге, вышла к склону долины р. Керби. В конце сентября изыскатели принялись искать проход через Кербинский перевал.
```
      «На Кербинский перевал тропа, по которой шел обоз, обледенела, и путешествие по ней стало сильно затруднительным». – так описывает события инженер Янчевский. — «С 20 по 30 сентября шел снег. Из 15 лошадей перевал преодолели только 4. Первого октября изыскательская партия вышла на реку Бурея, но ни сил, ни возможности продолжать работы не было». Помог изыскательской партии «главноуправляющий» Нимано-Буреинского товарищества Иван Орлов, понимающий истинную ценность производимых работ и снабдивший изыскательскую партию всем необходимым. В результате разделения и помощи Орлова работы удалось значительно ускорить и окончить 13 октября, почти к самому окончанию навигации. Прибывшие на берег Буреи рабочие, переночевав в районе Ульмальтинского склада, 14 октября направились по воде в Благовещенск. «Становилось жутко, когда лодки с громадной скоростью плыли между скалами и проходили от них на расстоянии одной — двух сажень или же вступали под свод нависших над рекой деревьев, причем гребцы инстинктивно жались к днищу лодки». – Вспоминает в своём отчёте инженер Янчевский – «Но после полудня выяснилось, что лишения партии еще не подошли к концу».
```

«За день партия прошла не более 20 верст и уже в темноте по заберегам мы выбрались на берег и уставшие под открытым небом заночевали возле костров. Рано утром 16 октября партия встретила лодку — бат, шедшую из п. Чекунда на склад с грузом и пробивавшая себе дорогу колотушами. По берегу шли лошади тянувшие лодку за бичеву». В Благовещенск рабочие изыскательской партии прибыли только 30 октября измотанные изнурительной поездкой и богатой на события и приключения».
После окончания изысканий строительство дороги ещё три года не начиналось и только после вмешательства акционеров «Амгуньской компании», по большей части состоящих из знати и членов царской семьи, необходимое финансирование было выделено. В 1914 году строительство началось.

## «Царская дорога»
Основную роль в начале строительства Николаевской магистрали сыграла царская семья, которая была одним из главных акционеров «Амгуньской компании» в результате чего Николаевский тракт стали называть «Царской дорогой».
Начало строительство дороги велось активно, первые версты «колесухи» строили каторжане и «ссыльные люди». Большую роль в строительстве сыграли «предприимчивые люди» — местные купцы и помещики. Ранее разбогатевшие на доставке грузов для золоторудных компаний Приамурья, а теперь так же неплохо «поправлявшие состояние» на строительстве дороги. В 1915 году в Приамурье были пригнаны первые партии военнопленных австрийцев всего чуть более пяти тысяч человек. Сначала пленные занимались строительством Хабаровска, но вскоре часть из них была переброшена на стратегическое направление — «Царскую дорогу». Жили пленные в построенных ими же землянках и бараках, их быт был ужасен, антисанитария, изнурительный труд и невыносимые условия Дальневосточной тайги, болезни, значительно сократил численность «строителей». Бежать смысла не было, вокруг тайга, мари и дикие звери. Огромные и малонаселённые территории Дальнего Востока, суровый климат, были лучшим способом изоляции пленных. Попытки выбраться делали только самые отчаянные. Бежать можно было двумя путями: либо в сторону китайской границы, либо под чужим именем с фальшивыми документами через всю Россию в сторону западных фронтов. Чаще всего бежать удавалось офицерам, поскольку для организации побега нужны были немалые деньги, а офицеры содержались значительно лучше простых солдат. Но среди офицеров шанс на успех был только у тех, кто владел русским языком, или хотя бы мог выдать себя за поляка или серба. Сегодня почти не осталось свидетельств о том, что происходило в те далекие времена. Утрачены и имена строителей, лишь по обочинам дороги изредка внимательный путник может найти почти затёртые временем могилки строителей.
Одна из таких могил находится на территории закрытого детского лагеря «Робинзон» в долине реки Керби, 50 метрах от «Царской дороги». Еле видный холмик земли посреди поляны, заросший таёжной травой и полуистлевший столбик.
Как рассказал Хабаровский краевед Николай Иванович Попков: 
«когда-то в 70-х годах на столбике была табличка с надписью латиницей с фамилией именем погибшего. Это был военнопленный австриец, умерший на строительстве дороги, сейчас уже доподлинно невозможно установить от чего он умер. Можно только предполагать. Вообще в годы строительства дороги погиб не один человек, тяжелые условия труда, суровая дальневосточная природа все это не способствовало продолжительности жизни рабочих».
Строительство «колесухи» закончили к октябрьскому перевороту 1917 года. Новая «магистраль» хорошо послужила населению Нижнего Амура и Приамгунья, бывшим жителям образованной в 1914 году Сахалинской области, когда по этой дороге горя и страданий прошли тысячи беженцев из сожжённого революцией Николаевска-на-Амуре и части Красной Армии. Беженцы в основном шли в п. Керби (ныне с. им. П. Осипенко), п. Экимчан Амурской области, г. Биробиджан, оставляя за собой свежие могилки не выдержавших длительные переходы людей. Затем дорогу забросили, долго работала лишь линия связи, идущая вдоль «колесухи» в с. им. П. Осипенко из п. Экимчан и далее на север. Ныне она заросла тайгой, мосты пришли в негодность, насыпи размыло дождями. Позже закрыли и линию телефонно-телеграфной связи. Сегодня дорога целиком практически не используется. Часть тракта от села Главный Стан до р. Кондье сохранилась и в середине прошлого столетия активно использовалась золотодобывающими артелями и геологоразведкой. С начала 2000-х годов и по настоящее время дорогой стали пользоваться «лесорубы» — различные лесозаготовительные фирмы и предприятия.
В наше время следы строительства дороги встречаются и туристам: так описывает эти события руководитель группы туристов Бахт Мавланов: «Как то в одном из походов в северо-западной части Буреинского заповедника наша группа поднялась на сопку. Природа вокруг уже переоделась в осенние наряды, дни становились короче, по утрам уже бывали заморозки, пожелтели листья, птицы сбились в стаи и весело перекликаясь, готовились улететь в теплые края. Двигаясь по склону, я обратил внимание на раскрашенную в осенние цвета долину. Привлекло мое внимание ровная полоска деревьев отличающихся по цвету и пересекающая лес и всю долину правильной идеально ровной линией. Я очень удивился, «откуда тут вдали от цивилизации могла появиться эта полоска леса, кто этот лес так посадил и для чего?» — у меня все больше и больше появлялось вопросов, чем ответов. Эту странность я показал своим спутникам, мы стали строить догадки, выдвигать фантастические гипотезы и пытаться дать объяснения увиденному феномену. Развеял наши догадки краевед Николай Иванович Попков, рассказав, что в этой части Буреинского заповедника была «Царская дорога». И действительно когда мы спустились в долину и подошли к месту, то увидели, что она уже давно заросла деревьями, огромные лиственницы, тополя, большие берёзы росли прямо на ней и то, что тут была дорога, можно было различить только по малозаметным косвенным признакам. Пройдя дальше мы наткнулись на небольшой ручей, и нашли на нём старый просевший под давлением времени мост. Перил на нём давно уже не было, огромные бревна, из которых он был сделан, были скреплены коваными скобами и гвоздями даже спустя век мост спокойно выполнял свою функцию и мог выдержать небольшой автомобиль. Действительно раньше строили на столетия». 
Сейчас «Николаевский тракт», «колесуха» или как её ещё называют «Царская дорога» стала историей, заросла, забылась и почти потерялась во времени так стремительно пронесшемся по её колеям. За столетие она обросла событиями, оставив свой след в истории Хабаровского края и сыграв большую роль в судьбах многих людей.